# Rhachomyces philonthinus
Rhachomyces philonthinus är en svampart som beskrevs av Thaxt. 1900. Rhachomyces philonthinus ingår i släktet Rhachomyces och familjen Laboulbeniaceae.  Arten är reproducerande i Sverige. Inga underarter finns listade i Catalogue of Life.